# Vipera
Nomes-comuns: víboras-paleárticas, víboras-eurasiáticas.
Vipera é um género de víboras venenosas. Tem ampla distribuição geográfica, podendo ser encontrado desde o Norte da África até ao Círculo Polar Ártico e desde a Grã-Bretanha até à região Ásia-Pacífico. Esta designação é possivelmente derivada dos termos latinos vivus e pario, significando "vivo" e "dar à luz" ou "parir"; provavelmente uma referência ao facto de a maioria das víboras dar à luz juvenis vivos. Actualmente são reconhecidas 23 espécies.

## Descrição
Os membros deste género tendem a ser corpulentos e de tamanho pequeno, o maior deles, V. ammodytes, pode atingir um comprimento máximo de  95 cm e o menor, V. monticola, atinge um comprimento máximo de 40 cm.

As cabeças dos membros deste género são claramente separadas do corpo, de forma triangular e na maioria das espécies cobertas por pequenas escamas, embora nalgumas espécies, notavelmente V. berus, tenham pequenas placas no cimo das suas cabeças. Estas víboras do Velho Mundo tendem a ter uma única escama nasal que pode por vezes estar fundida com uma escama pré-nasal como no caso de V. albicornuta. A maioria das espécies tem grandes escamas supra-oculares que tendem a estender-se para além da margem posterior do olho. Algumas espécies têm também algum tipo de "chifre" na cabeça, atrás da escama nasal ou por detrás das escamas supra-oculares.

A cor e camuflagem dos membros deste género variam muito, desde fundo cinzento com faixas transversas castanho-escuro no caso V. albizona até cores mais acastanhadas com faixas transversas cinzentas com orlas negras como no caso de V. ammodytes.

## Distribuição geográfica
Podem ser encontradas por todo o Velho Mundo, daí o nome-comum deste género, "Víboras do Velho Mundo". Podem ser encontradas sobretudo na Europa, desde Portugal até à Turquia. Também podem ser encontradas em algumas ilhas do Mar Mediterrâneo (Sicília, Elba e Montecristo), no Reino Unido. Podem ser também encontradas na região africana do Magrebe com espécies que vivem em Marrocos (V. monticola) e parte do norte da Argélia e Tunísia no caso de V. latastei. Muitas espécies podem também ser encontradas nas Montanhas do Cáucaso, em partes do Iraque, Jordânia, Israel e Síria. Apenas uma espécie até ao momento encontrada (V. berus) vive na Ásia Oriental (Coreia do Norte, China setentrional, e norte da Mongólia.

## Habitat
A maioria das espécies prefere ambientes mais frescos. Aquelas encontradas em latitudes mais baixas tendem a preferir zonas de maior altitude e habitats mais secos e rochosos, enquanto que as espécies que ocorrem em latitudes mais setentrionais preferem elevações mais baixas e ambientes mais húmidos e com mais vegetação.

## Comportamento
Todas as espécies são terrestres.

## Reprodução
Todos os membros são vivíparos, dando à luz juvenis vivos.

## Veneno
A maioria das espécies de Vipera produz um veneno que contém componentes neurotóxicos e hemotóxicos. A gravidade das mordeduras é muito variável.

V. ammodytes é provavelmente a que possui o veneno mais tóxico. Num estudo envolvendo somente ratos, Brown (1973) demonstra que LD50 é aproximadamente 1.2/mg/kg IV, 1.5 mg/Kg quando injetado no peritoneu (IP) e 2.0 mg/kg quando administrado subcutaneamente (SC).

O veneno de V. berus é considerado o menos tóxico, (Minton, 1974) sugere que os valores de LD50 para ratos são aproximadamente 0.55 mg/kg IV, 0.80 mg/kg IP e 6.45 mg SC. O volume de veneno produzido tende a ser menor nesta espécie, citando Minton 10–18 mg por mordedura em espécimes de 48–62 cm enquanto Brown sugere apenas 6 mg para espécimes do  mesmo tamanho.

Contudo, as mordeduras de espécies de Vipera raramente são tão graves como as do géneros maiores Macrovipera ou Daboia.

## Espécies
| Imagem | Espécies         | Autoridade                           | Subsp.* | Nome-comum                            | Distribuição geográfica |
| ------ | ---------------- | ------------------------------------ | ------- | ------------------------------------- | --- |
|        | V. albicornuta   | Nilson & Andrén, 1985                | 0       | Víbora-de-montanha-iraniana           | Vale de Zanjan e montanhas vizinhas no noroeste do Irão. |
|        | V. albizona      | Nilson, Andrén & Flärdh, 1990        | 0       | Víbora-de-montanha-da-turquia-central | Turquia Central |
|        | V. ammodytes     | (Linnaeus, 1758)                     | 4       | Víbora-cornuda                        | Noreste da Itália, sul da Eslováquia, oeste da Hungria, Eslovénia, Croácia, Bósnia e Herzegovina, Sérvia, Montenegro, Albânia, República da Macedónia, Grécia, Roménia, Bulgária, Turquia, Geórgia e Síria. |
|        | V. aspisT        | (Linnaeus, 1758)                     | 4       | Víbora-áspide                         | França, Andorra, nordeste da Espanha, extremo sudoeste da Alemanha, Suíça, Mónaco, ilhas de Elba e Montecristo, Sicília, Itália, San Marino e noroeste da Eslovénia. |
|        | V. barani        | Böhme & Joger, 1984                  | 0       | Víbora-de-baran                       | Noroeste da Turquia |
|        | V. berus         | (Linnaeus, 1758)                     | 2       | Víbora-europeia-comum                 | Desde a Europa Ocidental (Grã-Bretanha, Escandinávia, França, passando pela Europa Central (Itália, Albânia, Bulgária e norte da Grécia) e Europa Oriental até a norte do Círculo Polar Ártico, Rússia e Oceano Pacífico, Ilha Sacalina, Coreia do Norte, norte da Mongólia e norte da China.                                 |
|        | V. bornmuelleri  | F. Werner, 1898                      | 0       | Víbora-de-bornmueller                 | Montes Golan, sul do Líbano e Síria. |
|        | V. bulgardaghica | Nilson & Andrén, 1985                | 0       | Víbora-de-bulgardagh                  | Montanhas Bulgar Dagh, Província de Niğde, centro-sul da Anatólia, Turquia. |
|        | V. darevskii     | Vedmederja, Orlov & Tuniyev, 1986    | 0       | Víbora-de-darevsky                    | Sudeste das Montanhas Dzavachet na Arménia e áreas adjacentes na Geórgia. |
|        | V. dinniki       | Nikolsky, 1913                       | 0       | Víbora-de-dinnik                      | Rússia (Montanhas do Cáucaso) e Geórgia (bacia de alta montanha do rio Inguri), para leste até ao Azerbaijão. |
|        | V. kaznakovi     | Nikolsky, 1909                       | 0       | Víbora-do-cáucaso                     | Nordeste da Turquia, Geórgia, e Rússia (costa oriental do Mar Negro). |
|        | V. latastei      | Boscá, 1878                          | 1       | Víbora-cornuda                        | Sudoeste da Europa (França, Portugal e Espanha) e noroeste da África (região mediterrânica de Marrocos, Argélia e Tunísia). |
|        | V. latifii       | Mertens, Darevsky & Klemmer, 1967    | 0       | Víbora-de-latifi                      | Irão: Vale de Lar na Cordilheira Elburz |
|        | V. lotievi       | Nilson et al., 1995                  | 0       | Víbora-dos-prados-do-cáucaso          | As montanhas mais altas do Grande Cáucaso: Rússia, Geórgia e Azerbaijão. |
|        | V. monticola     | Saint-Girons, 1954                   | 0       | Víbora-dos-montes-atlas               | Alto Atlas, Marrocos. |
|        | V. nikolskii     | Vedmederja, Grubant & Rudajewa, 1986 | 0       | Víbora-de-nikolsky                    | Ucrânia central. |
|        | V. orlovi        | Tuniyev & Ostrovskikh, 2001          | 0       | Víbora-de-Orlov                       | Cáucaso Ocidental |
|        | V. palaestinae   | F. Werner, 1938                      | 0       | Víbora-da-palestina                   | Síria, Jordânia, Israel e Líbano. |
|        | V. pontica       | Billing, Nilson & Sattler, 1990      | 0       | Víbora-pôntica                        | Conhecida somente no vale de Coruh, província de Artvin, nordeste da Turquia. |
|        | V. raddei        | Boettger, 1890                       | 0       | Víbora-das-pedras                     | Turquia Oriental, noroeste do Irão, Arménia, Azerbaijão, e provavelmente Iraque. |
|        | V. seoanei       | Lataste, 1879                        | 1       | Víbora-de-seoane                      | Extremo sudoeste da França, e regiões setentrionais de Espanha e Portugal. |
|        | V. ursinii       | (Bonaparte, 1835)                    | 0       | Víbora-dos-prados                     | Sudeste da França, Áustria oriental (extinta), Hungria, Itália central, Croácia, Bósnia e Herzegovina, norte e nordeste da Albânia, Roménia, norte da Bulgária, Grécia, Turquia, noroeste do Irão, Arménia, Azeerbaijão, Geórgia, Rússia e estepes do Cazaquistão, Quirguistão e Uzbequistão oriental até à China (Xinjiang). |
|        | V. wagneri       | Nilson & Andrén, 1984                | 0       | Víbora-de-montanha-ocelada            | Montanhas do leste da Turquia e noroeste do Irão. |
|        | V. xanthina      | (Gray, 1849)                         | 0       | Víbora-das-pedras                     | Extremo nordeste da Grécia, ilhas gregas de Simi, Cós, Calímnos, Leros, Lipsos, Patmos, Samos, Quios e Lesbos, Trácia Oriental, metade ocidental da Anatólia, e ilhas da plataforma continental da Turquia (e.g. Halki, Castelorizo [Meis Adasi]).                                                                            |

* Sem incluir a espécie nominativa.
T: espécie-tipo